# Анттила, Инкери
Силви Инкери Анттила, урождённая Метсямиес (фин. Sylvi Inkeri Anttila, o.s. Metsämies, 1916—2013), — финский криминолог, специалист в области уголовного права; государственный деятель. Первая в Финляндии женщина — доктор права; один из наиболее известных финских криминологов. Иностранный член Российской академии наук (1994).
Анттила внесла значительный вклад в разработку и осуществление крупных законодательных реформ в области уголовного правосудия в Финляндии, результатом которых стало существенное сокращение числа заключенных в этой стране.

## Биография
Инкери Метсямиес родилась в Выборге 29 ноября 1916 года в семье магистра права Вейни Метсямиеса (раньше он носил фамилию Хорелли, но затем её поменял) и Силви Айрио. В 1934 году она вышла замуж за медика Суло Валтера Анттила.
Начала свою карьеру в районном суде, одновременно занимаясь подготовкой докторской диссертацией. Защита состоялась в 1946 году, при этом Анттила стала первой женщиной в Финляндии, ставшей доктором права.
Работала преподавателем, а затем была назначена директором Центра подготовки тюремного персонала (1949—1961). Профессор уголовного права Хельсинкского университета (1961—1979), директор Национального исследовательского института правовой политики (1963—1979). В 1975 году занимала пост министра юстиции в правительстве Лиинамаа. Директор ассоциированного с ООН Хельсинкского института по предупреждению преступности и борьбе с ней (1982—1986).
Анттила была известна на международном уровне, принимала участие во многих международных мероприятиях, связанных с уголовным правом; в 1975 году была избрана председателем Пятого Конгресса ООН по предупреждению преступности, проходившего в Женеве. 31 марта 1994 года была избрана иностранным членом Российской академии наук по Отделению философии, социологии, психологии и права.
Умерла 6 июля 2013 года в Хельсинки.